# Friesland Foods
Royal Friesland Foods (нидерл. Koninklijke Friesland Foods N.V.) — нидерландская компания, разрабатывавшая, производившая и продававшая фирменные молочные продукты и напитки на основе фруктов. Она имела сильное присутствие в Западной Европе, Центральной Европе, Западной Африке и Юго-Восточной Азии.
30 декабря 2008 года компания Friesland Foods объединилась с немецкой компанией Campina. Новое название — FrieslandCampina. Об этом процессе было объявлено в декабре 2007 года. ЕС обусловил слияние продажей обеими компаниями определённых подразделений по производству сыра и молочных напитков.

## Описание
В компании Royal Friesland Foods работало 15312 человек, 10000 из которых работало за пределами Нидерландов. Ведущими брендами кооператива являются Appelsientje, Bonnet, Chocomel/Cécémel, Completa, CoolBest, Debic, DubbelFrisss, Dutch Lady, Extran, Frico, Friso, Foremost, Friesche Vlag, Frisian Flag, Fristi, Milli, NoyNoy, Peak, Pöttyös Túró Rudi, Rainbow и Taksi.
Компания Royal Friesland Foods была основана 16 июля 1879 года как кооператив. Рост компании увеличивался за счёт слияний и поглощений, наиболее значительное из которых произошло в конце 1997 года, когда четыре голландских молочных кооператива объединились, чтобы создать бизнес в его нынешнем виде.
В декабре 2001 года компания KFF NV приобрела подразделение Drinks & Dairy компании Numico, включая бренды Chocomel/Cécémel, Fristi и Extran.
Компания KFF NV была переименована в Royal Friesland Foods в июне 2004 года после того, как королева Нидерландов Беатрикс предоставила ей королевский статус (на голландском языке — «Koninklijk») в честь её 125-летия. До этого компания была известна как Friesland Coberco Dairy Foods.

## Longevity Brand— Sữa Ông Thọ
Во Вьетнаме, США и Канаде компания Friesland Foods выпускала наиболее известный продукт — консервированное сгущённое молоко Sữa Ông Thọ (Longevity), используемое во вьетнамском ледяном кофе (Cà phê sữa đá) и других различных вьетнамских десертах. Сгущённое молоко Sữa Ông Thọ массово производилось в районе Сайгон-Бьенхоа и широко потреблялось в Республике Вьетнам. Продукт неоднократно добавляли в кофе, смешивали с горячей водой для получения горячего молока для младенцев (поскольку свежее молоко было дорогим, и его приходилось импортировать), а также использовали для макания французского багета (bánh mì) и в других десертных блюдах. После падения Сайгона в 1975 году компания Friesland Foods продолжила производство Sữa Ông Thọ — Longevity Brand в США и Канаде для рынка Северной Америки, особенно для зарубежных вьетнамских потребителей, и всё больше для западных потребителей в связи с ростом популярности вьетнамского кофе и кухни. В Северной Америке бренд Longevity — Sữa Ông Thọ широко распространяется в азиатских супермаркетах и, чаще всего, в обычных супермаркетах.

## Скандал с детским молоком (2008)

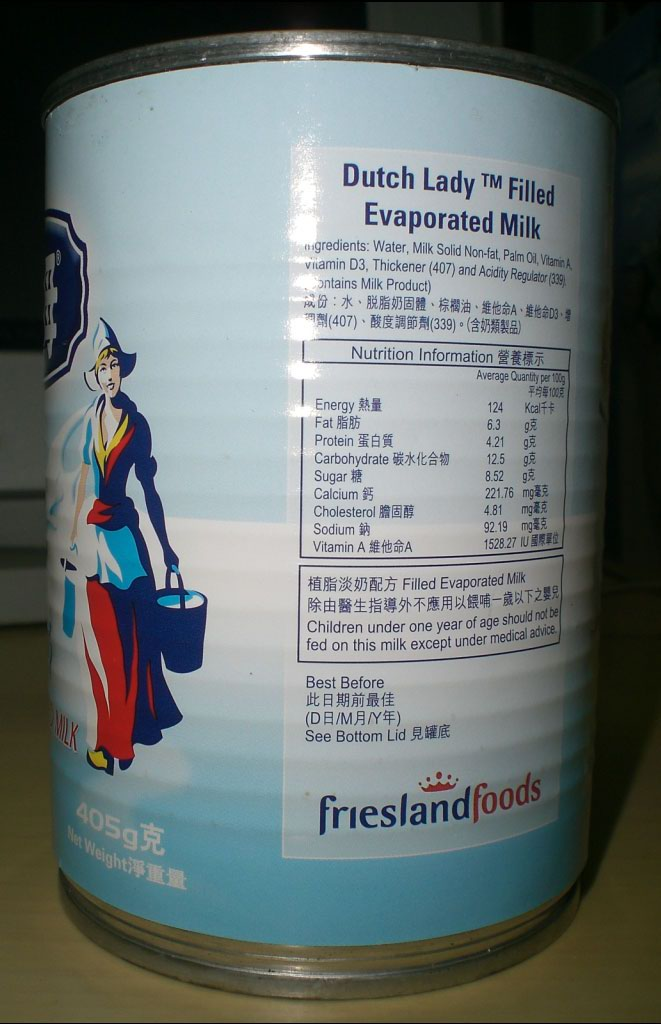
HK Filled Evaporated Milk Dutch Lady Friesland Foods

В сентябре 2008 года Агропродовольственное и ветеринарное управление Сингапура (AVA) показало, что молоко «Dutch Lady» со вкусом клубники, произведённое в Китае, загрязнено меламином. Данный продукт был отозван и утилизирован. Компания Friesland Foods отозвала всё своё молоко в пластиковых бутылках в Гонконге и Макао.